# الإسلام في أوسيتيا الشمالية - ألانيا

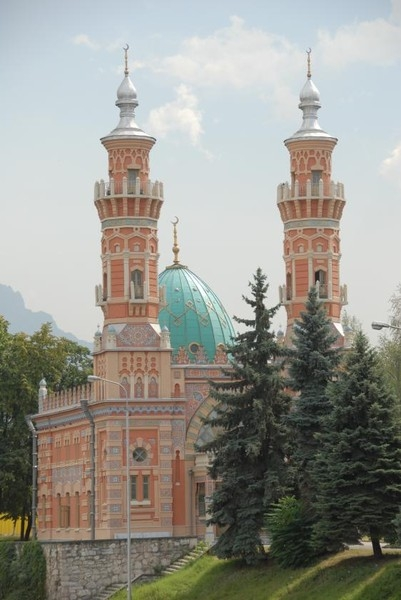
مسجد أوسيتيا الشمالية

الإسلام هو إحدى الأديان المتواجدة في جمهورية أوسيتيا الشمالية - ألانيا الروسية، المفتي الرسمي لأوسيتيا الشمالية هو خادجيمورات قاتسالاف

## نسبة وعدد المسلمين
عدد سكان أوسيتيا الشمالية حوالي 700000 نسمة، يشكل المسلمون منهم من 15% إلى 40% من عدد السكان.